# Fengzhen
Fengzhen (chiń. 丰镇; pinyin Fēngzhèn) – miasto na prawach powiatu w północnych Chinach, w regionie autonomicznym Mongolia Wewnętrzna, w prefekturze miejskiej Ulanqab. W 1999 roku liczba mieszkańców miasta wynosiła 308 459.